# Bucks Fizz

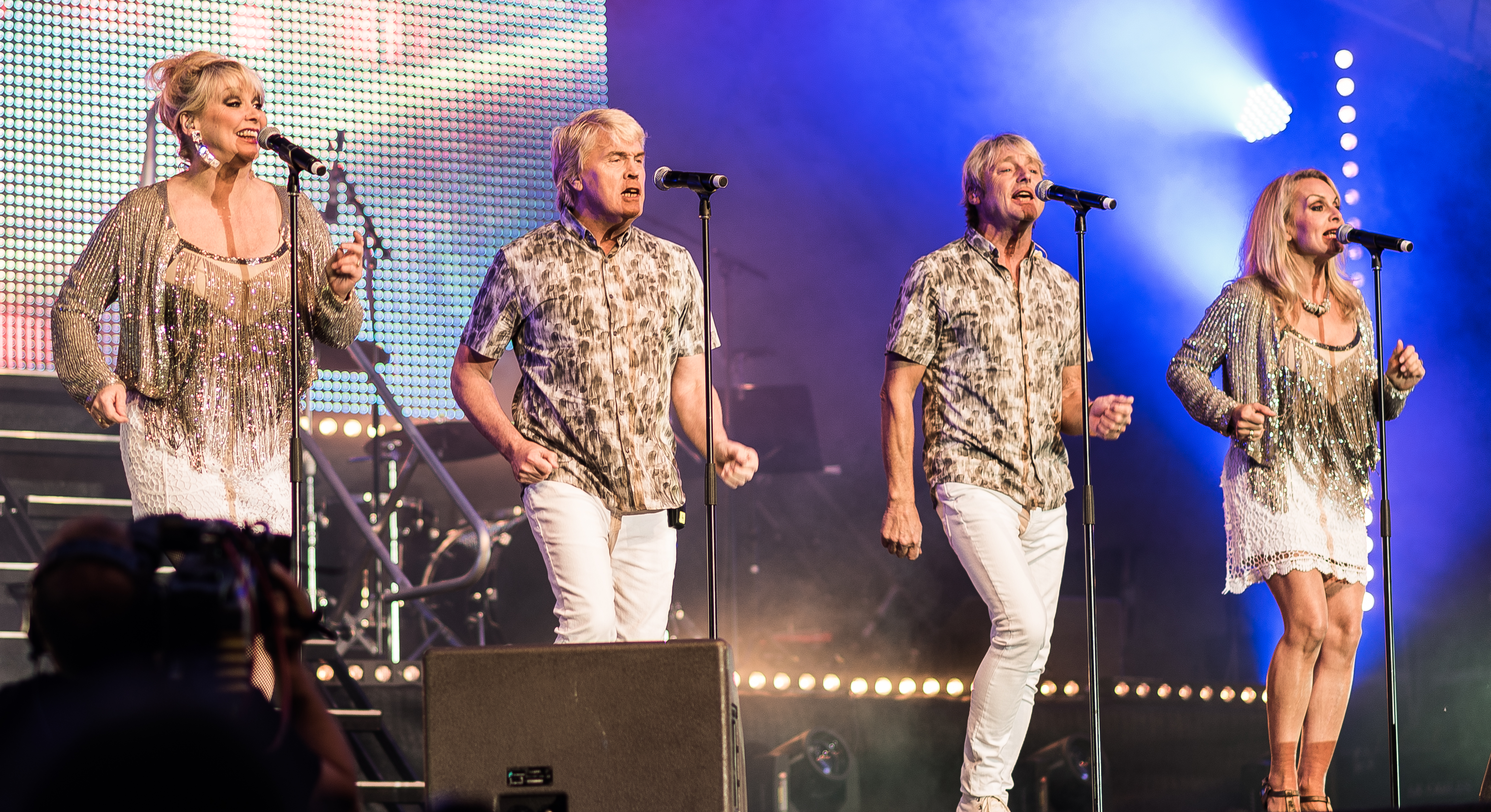
Bucks Fizz in 2015

Bucks Fizz is een Britse popgroep die in 1981 werd opgericht om mee te doen met het Eurovisiesongfestival van 1981. De groep won het songfestival met het liedje Making your mind up. Dit was het begin van een succesvolle carrière.

## Geschiedenis
Bucks Fizz is genoemd naar een alcoholische cocktail. Aanvankelijk werd de groep gevormd door Jay Aston, Cheryl Baker, Bobby G. (ook wel Gee of Gubby genoemd) en Mike Nolan. Sinds het succes van ABBA was het vrij gebruikelijk dat inzendingen voor het Eurovisiesongfestival gevormd werden door twee mannen en twee vrouwen. Alle groepsleden waren ervaren zangers, die gesteund werden door het producenten-/schrijversduo Nichola Martin en Andy Hill. Het nummer Making your mind up werd snel na het songfestival een grote hit in Europa en haalde in onder meer Nederland de nummer 1-positie. De volgende jaren bracht de groep nog enkele singles uit. In de Top 40 haalde ook The land of make believe de nummer 1-positie (1982). In de Nationale Hitparade kwam het niet verder dan de tweede plaats. In 1986 had de groep haar laatste kleine hit in Nederland met New beginning (Mamba seyra), daarna kwam er (definitief) een einde aan het hitparade-succes en werd er vooral aandacht besteed aan tours en optredens. In het Verenigd Koninkrijk hadden ze in 1984 nog een hitje met een cover van Talking in your sleep van The Romantics dat daar juist geen hit werd.
In december 1984 verongelukte de tourbus van de groep. Mike Nolan raakte hierbij ernstig gewond. Vanaf deze periode vonden er regelmatig wijzigingen plaats in de groepssamenstelling. In 2004 kwam de oude samenstelling weer bij elkaar om met een nieuwe tour te beginnen.

## Discografie

### Albums
| Album met eventuele hitnotering(en) in de Nederlandse Album Top 100 | Datum van verschijnen | Datum van binnenkomst | Hoogste positie | Aantal weken | Opmerkingen |
| ------------------------------------------------------------------- | --------------------- | --------------------- | --------------- | ------------ | ----------- |
| Are you ready                                                       |                       | 15-05-1982            | 25              | 8            |             |

### Singles
| Single met eventuele hitnotering(en) in de Nederlandse Top 40 | Datum van verschijnen | Datum van binnenkomst | Hoogste positie | Aantal weken | Opmerkingen |
| ------------------------------------------------------------- | --------------------- | --------------------- | --------------- | ------------ | ----------- |
| Making your mind up                                           | 1981                  | 18-04-1981            | 1(2wk)          | 12           | Alarmschijf |
| Piece of the action                                           | 1981                  | 04-07-1981            | tip             | -            |             |
| The land of make believe                                      | 1982                  | 30-01-1982            | 1(2wk)          | 9            |             |
| My camera never lies                                          | 1982                  | 24-04-1982            | 30              | 5            |             |
| If you can't stand the heat                                   | 1982                  | 25-12-1982            | tip             | -            |             |
| When we were young                                            | 1983                  | 09-07-1983            | 14              | 6            |             |
| New beginning (Mamba seyra)                                   | 1986                  | 12-07-1986            | 32              | 5            |             |

### NPO Radio 2 Top 2000
| Nummer met noteringen in de NPO Radio 2 Top 2000 | '99  | '00 | '01  |
| ------------------------------------------------ | ---- | --- | ---- |
| Making Your Mind Up                              | 1885 | -   | 1946 |

1. ↑  Een '-' betekent dat het nummer niet was genoteerd en een vetgedrukt getal geeft de hoogste notering aan.
2. ↑  Deze tabel is bijgewerkt tot en met de laatste editie (2024).